# 成田山仏教図書館
成田山仏教図書館（なりたさんぶっきょうとしょかん）は、千葉県成田市にある私立公共図書館である。
成田山新勝寺の関連団体である財団法人成田山文化財団が運営する。1988年（昭和63年）までの旧称は「成田図書館」（なりたとしょかん）。
仏教書を中心に、閉架式で約32万冊を所蔵する。

## 概要
1901年（明治34年）1月設立、1902年（明治35年）2月開館。
地域に開かれた公共図書館として設立されたが、次第に仏教に関する専門図書館としての性格を強めることになった。明治期に設立された図書館としては珍しく、開館当初から閲覧料を徴収していない。
明治・大正期の雑誌コレクションで知られており、明治・大正期（特に関東大震災以前）から保存されている雑誌のうち、創刊号から逐号保存されているものが464種、創刊号のみ保存されているものが280種ある。
国の重要文化財に指定されている『住吉物語』（1968年4月25日指定）を所蔵する。

## 沿革
- 1901年（明治34年）1月11日 - 成田山新勝寺貫首石川照勤が成田山教育事業の一環として設立を発案し、「私立成田図書館」として設立が認可される[6]。
- 1902年（明治35年）2月1日 - 開館式。翌2月2日から一般公開[2]。開館当初の蔵書数は新勝寺旧蔵の仏書・漢籍7000冊、石川貫首の蔵書（和書7500冊、洋書500余冊）、成田町有志の寄贈書1000余冊、の計15,500冊[7]。
- 1905年（明治38年）2月24日 - 館外貸出を開始する[8]。
- 1907年（明治40年）6月9日 - 3階建てレンガ造りの書庫が落成する。以降、書庫落成日の6月9日を創立記念日と定める[9][10]。
- 1910年（明治44年）1月 - 電灯を設置し夜間開館を開始する[11]。
- 1948年（昭和23年）3月31日 - 成田山の機構改革により、成田山文化事業財団の経営に移行する。のち、財団の機構改革で成田山文化財団の経営となる[12]。
- 1988年（昭和63年）3月 - 新館開館。「成田山仏教図書館」に改称[1]。
- 1988年（昭和63年）8月1日 - 図書館業務を再開するとともに、コンピュータを導入[1][13]。

## 利用案内
所在地
千葉県成田市田町312（成田山新勝寺境内）
開館時間
9:00 - 17:00
休館日
毎週日・月・木曜日、国民の祝日（ただし、日曜・木曜は電話レファレンスおよび閲覧予約による来館は可能）。
閉架式。館外貸出は成田市居住者のみ可。